# 朱典楧
伊哀王朱典楧（1512年3月20日—1582年6月3日），號體玄，明朝第七代伊王，伊敬王朱訏淳的庶第一子。

## 生平
正德七年三月初三日（1512年3月20日）生。初封镇国将军。嘉靖七年十月戊辰（1528年11月11日），進封伊世子。嘉靖二十一年（1542年），伊敬王朱訏淳逝世。嘉靖二十三年（1544年），朱典楧襲封伊王，在位二十一年。
朱典楧“愎而狠”，在位期间多折辱缙绅大夫。朝廷官员过洛阳不入朝者，必辱以非礼。嘉靖二十九年朱典楧上奏称“萧墙敝，请垣”，许之，于是侵占官民房屋街道，又夺郡治及学宫之地，以广宫所。设门楼三层、新筑重城，规制仿宫阙。又修建迎仙台、百花台、四季亭、石库拥翠坊、玉虬喷雪坊、乘风御气楼、小团殿、鸳鸯殿、腾光殿、洞天小景、清和宫、怀春宫、颐养宫、世嗣宫等，“崇台连城，拟帝阙”。又攘夺人妻女四百余口，夺民舍三千余处，诳胁人钱财三万两。又闭洛阳城门，大选民女十二岁以上者七百余人，留其姝丽者九十人，不留者令家属用银子赎还，厌恶者甚至委投于虎圈之中。
伊王诸不法事被上奏，令其拆毁违制建筑，归还所夺民女，交出教唆小人。朱典楧抗旨不从。河南府官员派士卒拆毁僭营宫室，伊王派数百人持械与之殴斗，洛阳城中大哗，称“伊王反矣”。嘉靖四十三年（1564年），朝廷以淫暴而廢其為庶人。隨後，朱典楧及其妻妾被發配鳳陽高牆，其子安樂王朱褒㸅一家則被發配省城開封。伊王府财产、禄米俸银尽数没收入官。后经河南巡抚迟凤翔奏请，将伊王府财产尽数变卖易银，留充各王府禄粮及军民赈济之用。又发伊王府库银三万两、仓粮四千余石佐之。王府违禁宝器及银八万两征入内库。
嘉靖四十三年閏二月十七日（1564年3月29日），朱典楧及其妻妾行至歸德府時，廢妃方氏病逝，葬於洛陽邙山。而後，朱典楧携妾兩徐氏抵達鳳陽。在鳳陽高牆內，朱典楧自怨自艾，希望皇帝能夠平息怒氣，從而歸還其舊物。萬曆十年五月十三日（1582年6月3日），朱典楧去世，享年七十一歲。
萬曆十一年（1583年），朱典楧三妾兩徐氏、詹氏獲准返回洛陽。而後，萬安王朱褒𰞒上奏，請求讓朱典楧歸葬洛陽。明神宗許之。萬曆十九年三月十六日（1591年4月9日），朱典楧與妻方氏合葬於祖父伊定王朱諟鋝陵墓的旁邊，妾王氏祔葬。
隆武時，追復朱典楧名號，補諡曰哀。

## 家庭

### 妻
- 方氏（1513年2月5日－1564年3月29日），中兵马副指挥方时进女，初冊為鎮國將軍夫人，嘉靖七年（1528年）進為伊世子妃[1]，嘉靖二十三年（1544年）進為伊王妃，嘉靖四十三年（1564年）廢為庶人，卒於發配途中，生咸寧郡主、吉安郡主。

### 妾
- 王氏，生朱褒㸅。
- 徐氏，隨朱典楧發配鳳陽高牆，朱典楧卒後返回洛陽。
- 徐氏，與上者同姓，隨朱典楧發配鳳陽高牆，朱典楧卒後返回洛陽。
- 高氏，生第三女、第四女。
- 詹氏，隨徐氏從鳳陽返回洛陽。

### 子
- 庶第一子：安樂王→庶人朱褒㸅

### 女
- 嫡第一女：咸寧郡主，儀賓潘溱。
- 嫡第二女：吉安郡主，儀賓郭一桂。
- 庶第三女：庶人，嫁王應元。
- 庶第四女：庶人，嫁鍾奇英。[4]

## 墓誌
朱典楧及其妻方氏合葬墓誌銘出土於洛陽。

　明薨伊王祖考體玄公暨配妃祖妣方氏合塟墓誌銘

　　體玄公者，不肖孤祖考也。始祖

　伊厲王，為我

太祖高皇帝第二十五子。

高皇帝定天下，王諸子，肇封厲祖於洛，國號伊。厲生簡祖。簡生安祖。安生悼祖。悼無

　　子，弟定祖嗣。定生莊祖。莊無子，弟敬祖嗣。敬，曾祖考也。妃曾祖妣傅氏，無出。次

　　妃魏曾祖妣，生祖考體玄公於正德七年三月初三日。

御諱典楧，體玄其别號也。配祖妣方氏，外大父時進女，亦生於正德七年十二月三

　　十日。方，大母汪所出也。迨嘉靖二十二年，始嗣爵，

冊封伊王，方祖妣封王妃。四十三年，以讐誣奪爵，安置

　留都。行届歸德，方祖妣偶爾遘疾不起，時是年閏二月十七日，年僅五十三歲，旋

　　塟邙山。已而，祖考携次祖母兩徐氏抵鳳陽。自怨自艾，冀回

天怒，復舊物。無何，於萬曆十年五月十三日考終，享年七十有一，亦云壽矣。越明年，

　　徐、詹祖母俱蒙

恩寍洛，煢煢無依。幸值

　萬安王叔父憫垂骨肉，奏乞。旋，櫬歸塟

俞下。允俞，誠殊典哉。體玄公生我考，

冊封安樂王，次祖妣王氏出。配妣曹氏，封王妃，外大父鳳女。以祖故，放於梁，卒於梁，

　　厝於梁，常抱終天之恨。亦蒙

綸音，同塟故土，又恩外之恩也。不肖等，卜萬曆十九年三月十六日，啓方祖妣殯，同

　　祖考合塟

　定祖陵之次，王祖妣祔焉。女四：一封咸寍郡主，適潘溱。一封吉安郡主，適郭一桂。

　　俱先卒，方祖妣出。次適王應元、鍾奇英，次祖妣高氏出。孫男五：長即孤玉泉，娶

　　張氏，龐母出；次玉峯，娶李氏，張母出；玉山，娶謝氏，卒，陳母出；玉崖，娶孫氏，魏母

　　出；玉川，娶趙氏，亦張母出。孫女三：適李似楩，卒；楊容光；趙從吉。俱陳母出。曾孫

　　四：二柱、三柱、四柱，玉泉出；胤嗣，玉山出。曾孫女五，二出玉泉，三出玉峯，俱幼，未

　　字。竊念祖考始置鳳，既塟洛，暨我考妣歸厝，兩徐祖母力居多焉。不肖輩感德，

　　寍有涯耶？不肖不能文，姑紀其大㮣云。復泣為之銘曰：念我祖兮稱英王，憾彼

　　讐兮誣善良。嗟彼蒼兮胡無常，嗣我宗兮竟何年。含淚銘兮訴衷腸，冀

天恩於再造兮永不忘。　　孤哀孫玉泉、玉峯、玉山、玉崖、玉川泣血謹誌，𬾳書篆。